# Polochon (Disney)
Polochon, ou Barboteur au Québec, est né le 27 Janvier 1989 à Atlantica, Il est un personnage de fiction, sous les traits d'un poisson, apparu pour la première fois dans le long métrage d'animation La Petite Sirène (1989). Le personnage apparaît dans les suites du film (sorties directement en vidéo) : La Petite Sirène 2 : Retour à l'océan (2000) et Le Secret de la Petite Sirène (2008), ainsi que deux séries télévisées, La Petite Sirène et Ariel, et des bandes dessinées.

## Description
Polochon est le meilleur ami d'Ariel. Il a facilement peur, et est sujet à paniquer dans des situations stressantes. Toutefois quand Ariel court un danger, il n'hésite pas à aller par la force de son amitié à son secours. Dans le film, c'est le seul personnage à donner un soutien inconditionnel à Ariel quant à sa fascination pour l'homme.

### Série télévisée
Polochon apparaît dans tous les épisodes de la série télévisée et partage constamment les aventures avec Ariel.

### La Petite Sirène 2: Retour à l'océan
Polochon a un petit rôle dans La Petite Sirène 2 : Retour à l'océan, où il prend part à la recherche de Mélodie. Il est montré comme étant devenu père, lui-même.

### Le Secret de la Petite Sirène
Polochon a un plus grand rôle dans le film Le Secret de la Petite Sirène, dans lequel il rencontre pour la première fois Ariel (en contradiction avec la série télévisée, qui a montré une version complètement différente de leur première réunion) et plus tard, à son insu, la conduit au Catfish Club, où il travaille comme serveur (mais rêve de faire partie du Catfish Club Band). Sa caractérisation est très différent dans ce film, il ne panique pas aussi facilement et est beaucoup plus insouciant et dynamique. Il est obsédé par la musique, chante constamment (beatbox) et même à des moments inappropriés, qui, étant donné l’interdiction de la musique à Atlantica, lui attire pas mal d’ennuis mais aide également les autres à garder leur moral.

### La Petite Sirène 14: Le triomphe de Polochon
Polochon apparaît également dans la Petite sirène 14.

### Comédie musicale
Polochon apparaît dans la comédie musicale La Petite Sirène. Son rôle est semblable à celui dans le film, mais il ne donne pas à Ariel la statue du Prince Eric. Toutefois, Polochon interprète une nouvelle chanson intitulée She's in Love, où il chante avec les sœurs d’Ariel. Son rôle a été interprété par Cody Hanford et JJ Singleton, mais les deux acteurs ont dû quitter le spectacle lorsque leur hauteur dépassa celle de Sierra Boggess, interprète d'Ariel. Le rôle fut ensuite repris par Trevor Braun et Brian D'Addario.

### Apparence
- Polochon est un petit poisson d'une couleur jaune, rayé de bandes bleues. Il possède de grosses joues et un nez assez imposant[5].
- En dépit de son nom original (Flounder, le flet en français), ce n'est pas un poisson plat car il ressemble davantage à un chirurgien bagnard[6].

## Interprètes
- Voix originale :
  - La Petite Sirène (The Little Mermaid) de John Musker et Ron Clements : Jason Marin
  - La Petite Sirène 2 : Retour à l'océan : Cam Clarke
  - Le Secret de la Petite Sirène : Parker Goris
  - La Petite Sirène (série télévisée) : Edan Gross et Bradley Pierce
- Voix française :
  - La Petite Sirène (The Little Mermaid) de John Musker et Ron Clements : Boris Roatta (1re version) et Julien Bouanich (2e version)
  - La Petite Sirène 2 : Retour à l'océan : Cédric Dumond
  - Le Secret de la Petite Sirène : Tom Trouffier
- Voix québécoise :
  - La Petite Sirène (The Little Mermaid) de John Musker et Ron Clements : Inti Chauveau
  - La Petite Sirène 2 : Retour à l'océan : Gilbert Lachance
- Jacob Tremblay dans le film en prises de vues réelles La Petite Sirène

## Phrases cultes
- Lors de l'expédition avec Ariel dans l'épave :
  - Laisse-moi souffler, tu vas trop vite, j'm'emmèle les nageoires !
  - C'est très profond ! J'dois couver une mauvaise grippe ! T'entends comme je tousse ! Argh, argh ! (Ariel : Très bien, j'y vais toute seule ! Toi, tu restes là et tu surveilles les requins !) D'accord ! Toi, tu y vas et moi, je… Quoi ! les requins ! Ariel !
  - Oh ! J'adore ça ! Tu me connais, moi qui ai toujours aimé (eh, eh) le risque, l'aventure, le danger qui vous fraule les nageoires ! Aaaaah ! Ariel !
  - Narguant le requin : C'est bien fait ! Prulffff (requin : Clac !)
  - (Ariel : Quand je te disais que tu étais aussi bête qu'un poisson-lune !) Lune toi-même ![7]
- S'adressant à Eureka : Oui, on a visité une épave ! J'en ai eu la chair de poisson ![7]

## Caractéristiques particulières
- Selon la série télévisée, Guppy n°35 est le véritable nom de Polochon[1].
- Dans les parcs à thème Disney, Polochon fait des apparitions dans le spectacle Mickey's PhilharMagic[8] et dans "It's a Small World"  à Hong Kong Disneyland[9].
- Il est également apparu dans les parcs comme un personnage itinérant, et dans la plupart des défilés, des spectacles et des événements spéciaux, tels que "Mickey's Pirate & Princess Party"[10].